# Triplophysa pseudoscleroptera
Triplophysa pseudoscleroptera är en fiskart som först beskrevs av Zhu och Wu, 1981.  Triplophysa pseudoscleroptera ingår i släktet Triplophysa och familjen grönlingsfiskar. Inga underarter finns listade i Catalogue of Life.